# جورج واشنطن هايس
جورج واشنطن هايس (بالإنجليزية: George Washington Hays)‏ (و. 1863 – 1927 م) هو سياسي من الولايات المتحدة الأمريكية ولد في كامدن.
وهو عضو في الحزب الديمقراطي الأمريكي .